# (37497) 1330 T-2
1330 T-2 (asteroide 37497) é um asteroide da cintura principal. Possui uma excentricidade de 0.09227520 e uma inclinação de 1.10377º.
Este asteroide foi descoberto no dia 29 de setembro de 1973 por Cornelis Johannes van Houten e Ingrid van Houten-Groeneveld e Tom Gehrels em Palomar.